# Agatokles z Samos
Agatokles z Samos – faworyt i minister Ptolemeusza IV, koregent Egiptu (wraz z Sosibiosem) w latach 204-203 p.n.e., samodzielny regent w 203 p.n.e.
Karierę rozpoczął jeszcze za Prolemeusza III, po jego śmierci i wstąpieniu na tron młodego Ptolemeusza IV (w 221 p.n.e.), razem z Sosibiosem odgrywał ważną rolę w państwie (swą pozycję zawdzięczał m.in. swojej siostrze Agatoklei - kochance króla). Od 215/14 r. p.n.e. sprawował zaszczytną funkcję kapłana kultu Aleksandra Wielkiego. W pierwszych miesiącach nowego panowania obaj doradcy władcy przeprowadzili czystki na dworze, pozbywając się konkurencji. Podczas IV wojny syryjskiej, kiedy wojska egipskie w Syrii dowodzone przez Teodotosa przeszły na stronę Seleucydy Antiocha III, Agatokles i Sosibios zdecydowali się na radykalny krok przeszkolenia rdzennych Egipcjan do walki w szyku macedońskiej falangi. Pozwoliło to Egiptowi odnieść zwycięstwo pod Rafią w 217 p.n.e. i zachować terytoria Palestyny i Syrii.
Wraz z Sosibiosem zamordował żonę Ptolemeusza IV, Arsinoe III, i sfałszował jego testament, w wyniku czego objął faktyczne rządy w Egipcie. Małoletniego króla Ptolemeusza V oddał pod opiekę swojej siostry Agatoklei i matki Oinanty.
Wydany tłumowi został zamordowany wraz z rodziną w 203 r. p.n.e.